# Iglesia de San Isidro Labrador (Los Barrios)
La iglesia de San Isidro Labrador es un templo de culto católico situado en la localidad andaluza de Los Barrios, España. El edificio se encuentra situado en la confluencia de la calle Santísima Trinidad y la calle Jesús, María y José con su fachada principal en la Plaza de la Iglesia, donde también se encuentra la Casa Consistorial de la Villa.
Tras la toma de la ciudad de Gibraltar en 1704 por parte de las tropas anglo-holandesas un buen número de exiliados gibraltareños se asentaron provisionalmente en los alrededores de la ermita de San Isidro en un pequeño núcleo rural denominado Los Barrios situado en la ribera del río Palmones. Con el paso de los años y tras los infructuosos intentos de reconquista del Peñón por parte de las tropas españolas este asentamiento provisional fue ganando población dando origen a la actual Villa de Los Barrios.
En 1719 la población era tal que la original ermita no podía cumplir las necesidades espirituales de la población por lo que el párroco de ésta, Pedro de Rosas Plasencia, quiso ampliar la ermita con apoyo de los vecinos. Sin embargo por orden del obispo de Cádiz, Lorenzo Armengual de la Mota, las obras se paralizaron ordenando este construir un nuevo templo en 1724. Las obras debieron comenzar en el año 1727 pero debido a la falta de presupuesto los plazos no llegaron a cumplirse. Viendo esto el nuevo obispo de Cádiz Fray Tomás del Valle encargó un informe sobre el estado de las obras a Fernando Luís de Espino y a fray José de San Miguel. De este modo las obras pudieron reanudarse a partir de 1755 de la mano del arquitecto fray José de San Miguel terminando y consagrándose en 1760. Este original templo de planta cuadrada con espadaña en su fachada fue ampliado a partir de 1756 tras la segregación de la Villa de Los Barrios de la ciudad de San Roque y gracias a donaciones particulares. De este modo en 1766 comenzaron las obras de la torre fachada de adscripción barroca que se observa en la actualidad de la mano del mismo arquitecto del resto del edificio. Aunque en un principio la torre fachada fue criticada por sus exageradas dimensiones para un templo de una sola nave las posteriores ampliaciones consistentes en la adición de dos naves laterales acabó dando armonía al conjunto.
La iglesia de San Isidro Labrador a día de hoy se presenta con planta en cruz latina con tres naves y crucero. Las naves laterales poseen capillas en sus muros y se separan de la nave central mediante pilastras y en su intersección con el crucero mediante columnas toscanas. Poseen bóvedas en arista a diferencia de la nave central que posee una bóveda de medio cañón con lunetos. La fachada posee tres cuerpos. Los cuerpos laterales poseen tejado a un agua y carecen de ornamentación excepto sendos óculos que dan luz al interior del templo. El cuerpo central es una torre-fachada de cuatro cuerpos construido con sillares vistos. Los dos cuerpos inferiores corresponden a la portada. El inferior posee cuatro columnas tosacanas que enmarcan una puerta apuntada y sendas hornacinas a sus lados. El segundo cuerpo posee un vano o balcón enmarcado por columnas jónicas y rematado por frontón. Los dos cuerpos superiores se corresponden a la torre campanario. Tienen planta rectangular achaflanada. Ambos cuerpos tienen campanas situándose la del cuerpo inferior en un vano abierto en el frente y las del cuerpo superior en los cuatro lados y en los chaflanes.